# Exode de 1940 en France
Pour les articles homonymes, voir Exode.

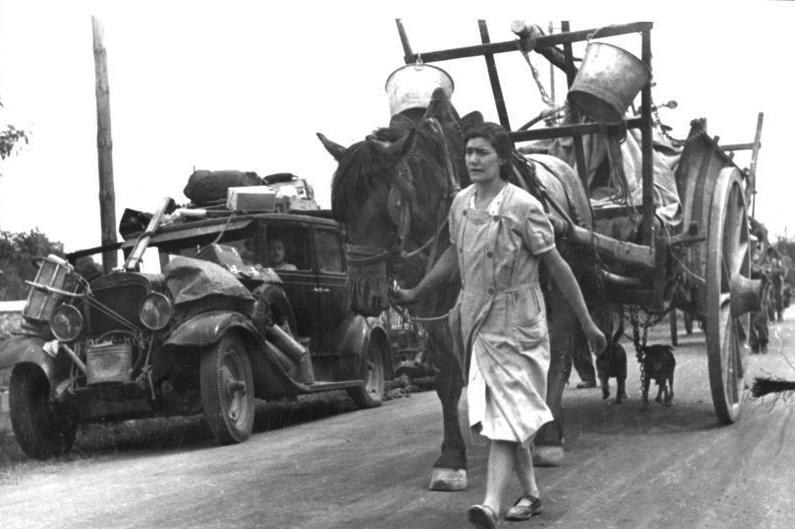
Réfugiés français sur la route de l'exode, 19 juin 1940.

L’exode de 1940 en France est une fuite massive de populations belges, néerlandaises, luxembourgeoises et françaises en mai-juin 1940 lorsque l'armée allemande envahit la Belgique, les Pays-Bas et la majorité du territoire français pendant la bataille de France, après la percée de Sedan. Cet exode est l'un des plus importants mouvements de population du XXe siècle en Europe.

## Précédents
Un exode des populations de Belgique et du Nord de la France fuyant l'avancée de l'armée allemande se produisit en août 1914. Ce déplacement de plusieurs centaines milliers de personnes ne porta cependant que sur une minorité de la population contrairement à celui de 1940 qui vida la plupart des villes du Nord. En 1914 comme en 1940, la fuite se déroula dans la précipitation, avec des files de civils désemparés à pied sur les routes, avec des charrettes attelées ou poussées à main, mêlées aux troupes militaires.
L'ampleur de l'exode de 1940 est, en grande partie, dû au souvenir douloureux de l'Occupation de la France par l'Allemagne pendant la Première Guerre mondiale de 1914 à 1918. Ainsi, des maires restés à leur poste en 1914 s'enfuirent en 1940, comme Jean-Baptiste Lebas, maire de Roubaix, qui fut un résistant durant ces deux guerres.

## La terreur

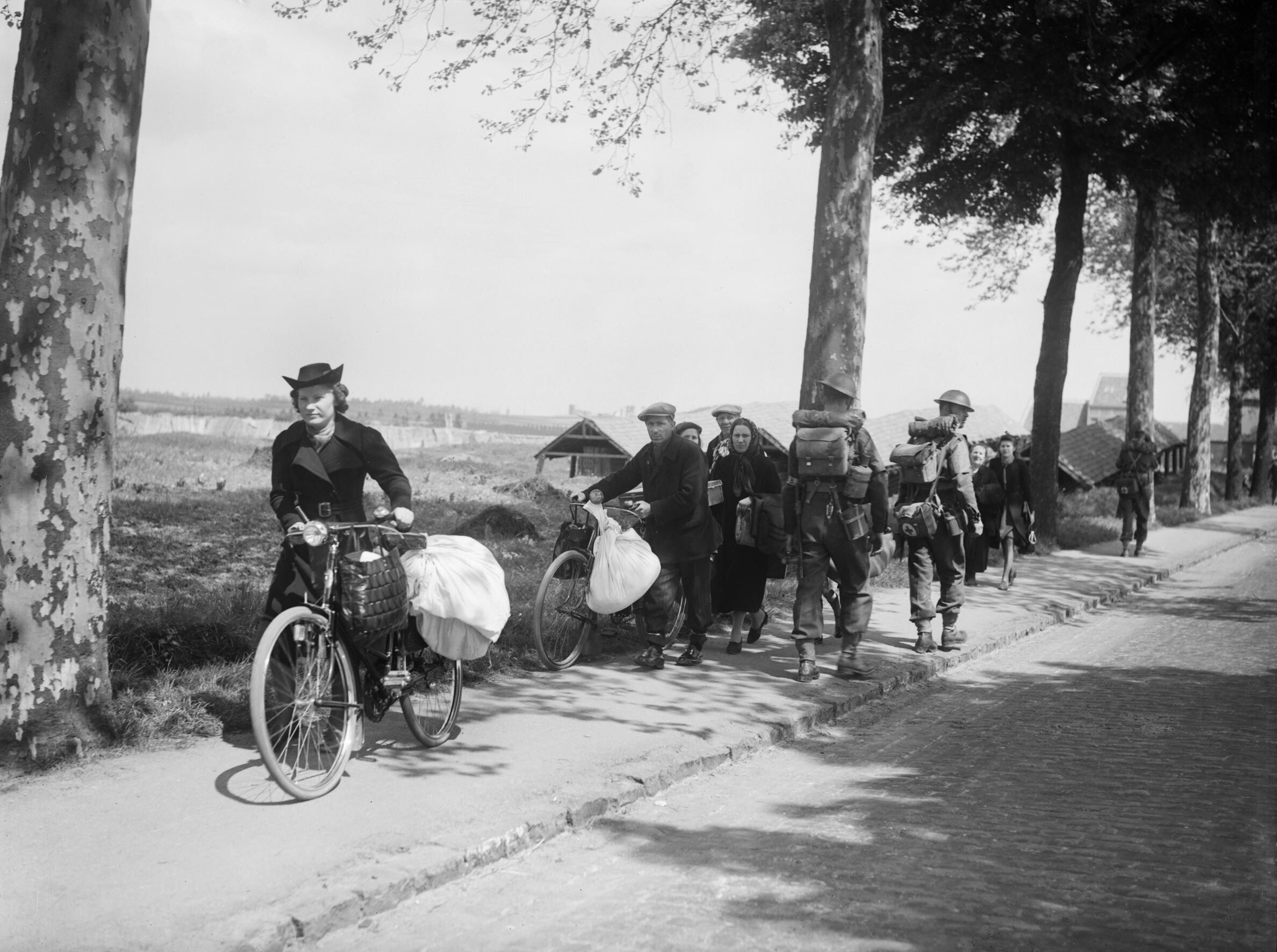
Troupes britanniques et civils belges route Louvain-Bruxelles 12 mai 1940.

Huit à dix millions de civils (les « exodiens » selon le néologisme de Jean-Pierre Azéma), mélangés aux colonnes de soldats en retraite, s'exilent de façon massive, parfois sans but, soit près du quart de la population française de l'époque.
Sous l'effet de la terreur provoquée par les troupes allemandes, la fuite fut un phénomène de masse affectant une grande partie de la population du Nord de la France, de Belgique, des Pays-Bas et du Luxembourg.
Des habitants des villes se réfugient temporairement dans leur famille ou chez des connaissances dans les villages environnants, d'autres s'enfuient dans les régions du Sud. Les grandes villes sont vidées de leur population : Lille n'a plus que 20 000 habitants sur 200 000, Tourcoing 7 000 sur 82 000. Les réfugiés envahissent des villes désertées de leurs habitants, privées de services publics, sans eau, ni électricité, ni médecins, ni commerces.
40 000 Belges se massent ainsi à Tourcoing.

## La fuite

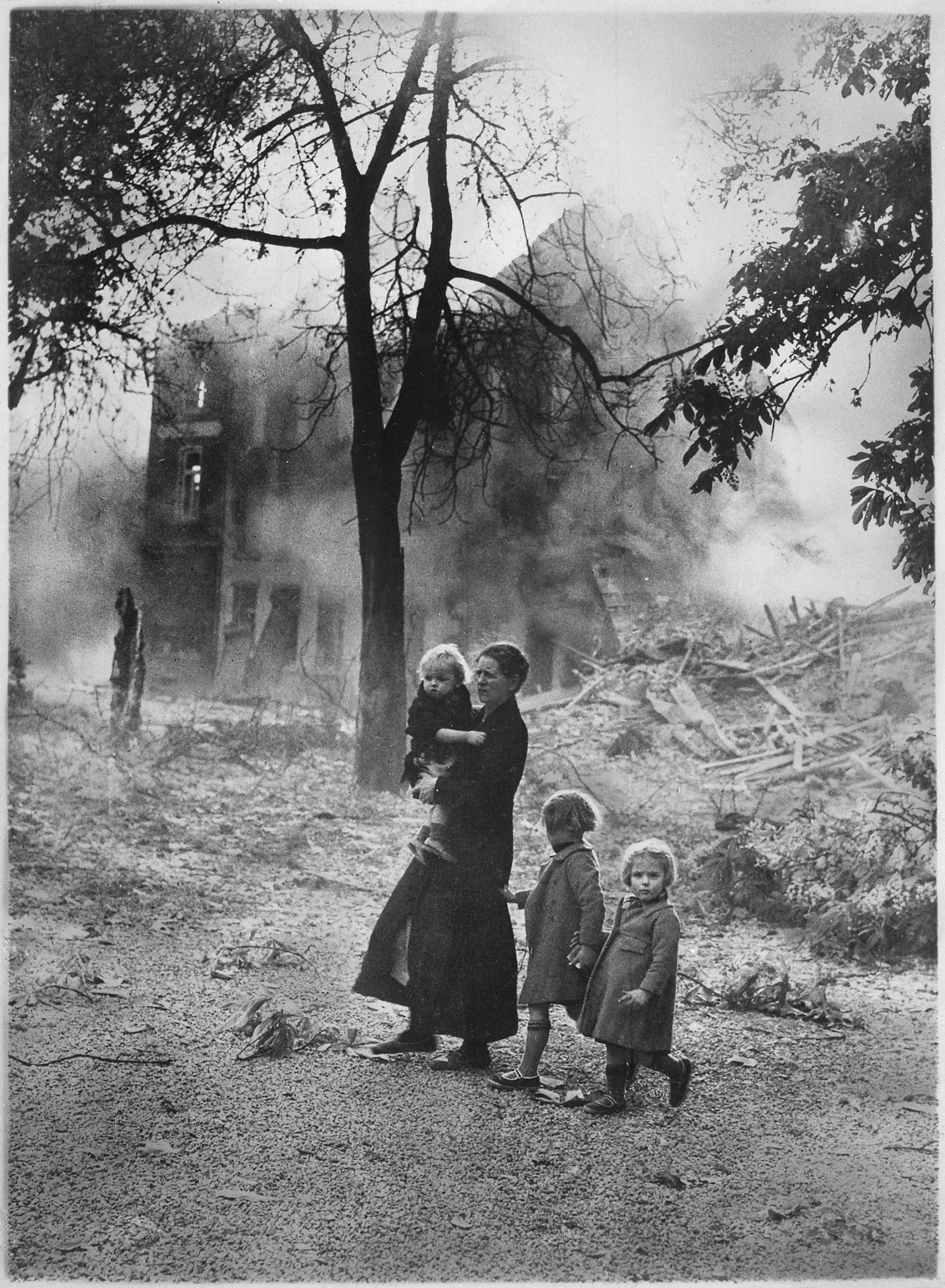
Civils belges en fuite.

En quelques semaines, de huit à dix millions de personnes s'enfuient de Belgique, des régions du Nord puis de l'Île-de-France et du Centre vers le Sud de la France, emportant avec elles de maigres bagages. Ce fait eut lieu dès l'invasion de la Belgique en mai 1940 mais a été précédé, dès l'automne 1939, de l'évacuation de civils de l'Est de la France. De la Belgique, puis du Nord ou du Pas-de-Calais, de nombreux civils fuient d'abord vers Paris puis vers le Sud-Ouest du pays.
Cet exode jette sur les routes des familles belges, néerlandaises, luxembourgeoises (deux millions de personnes) et françaises (deux millions de personnes également) dès mai 1940, dans un chaos hétéroclite de piétons et de véhicules de toutes sortes, gênant le déplacement des troupes alliées.
Exode des CRAB. Voulant tenir la jeunesse à l'abri et en réserve, le gouvernement belge prévoit des CRAB, Centres de Recrutement de l’Armée belge qui doivent rassembler à l'arrière du front 300 000 jeunes de 16 à 35 ans. Dans le chaos de l'invasion allemande et la bataille, en plein exode en France, sans préparation et sans encadrement, ces jeunes hommes et adolescents se mettent en marche dans une totale improvisation. Le ministère de la Santé publique est rapidement submergé par les masses en mouvement arrivant dans le Midi de la France. Dans la nuit du 13 au 14 mai 1940, la mission est transférée au Ministère de la Défense nationale et plus spécialement au général Carlos de Selliers de Moranville sans les officiers et ravitaillements nécessaires. Ces jeunes connaissent la faim, les maladies et accidents, le manque de soins. Lors de la capitulation militaire belge (28 mai 1940), après le discours sur Radio-Paris, de Paul Reynaud, président du conseil français, annonçant la capitulation de l'armée belge, les Belges réfugiés sont un moment considérés, non plus comme des Alliés, mais avec perplexité voire suspicion par certaines autorités de la IIIe République. Mais peu après, le 17 juin 1940, le maréchal Pétain annonce que la France est, elle aussi, hors de combat . Au cours de ces mois troublés, environ 400 jeunes des CRAB ont perdu la vie sans aucune reconnaissance jusqu'à l'arrêté royal du 12 avril 1990 qui crée un statut de reconnaissance nationale et une médaille des Centres de recrutement de l'Armée belge.
Un grand nombre de réfugiés subissent le feu des bombardiers en piqué des Junkers Ju 87 et se heurtent, à partir du 20 mai à la tenaille de l'armée allemande dans sa marche à la mer, qui leur coupe l'accès au sud du pays. En juin, lorsque les troupes allemandes s'approchent de Paris (14 juin 1940 : début de l'occupation de Paris), les populations d'Île-de-France s'enfuient à leur tour (2 millions de Parisiens, soit deux tiers de la population parisienne intra-muros). Des bagarres ont lieu pour pouvoir prendre les trains (trains d'abord de voyageurs puis devant l'afflux, réquisition de trains de bestiaux).
Les villes de la région parisienne et du centre se vident également de leurs habitants. Ainsi Chartres, où le préfet Jean Moulin estime la population restée sur place le 15 juin à 700 ou 800, la plupart âgés, sur 23 000 habitants, dans une ville envahie par les réfugiés, privée d'eau et de tout service administratif.
Au total, de huit à dix millions de personnes s'exilent, soit près d'un quart de la population française de l'époque. Le gouvernement Paul Reynaud s'enfuit de Paris dès le 11 juin 1940 pour gagner Bordeaux le 14 juin 1940.

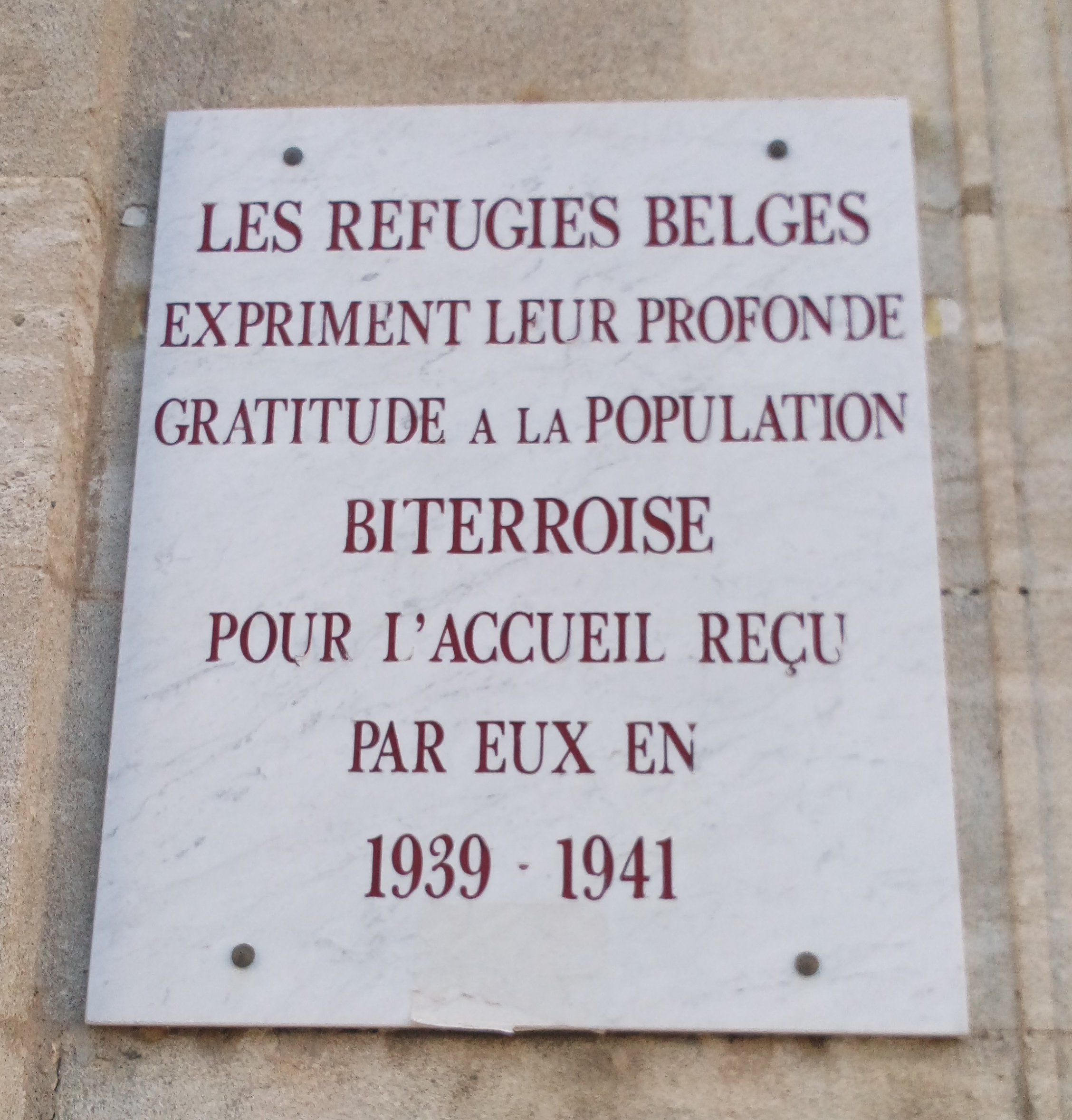
Plaque commémorative de l'accueil des réfugiés belges à Béziers.

## Réfugiés mitraillés

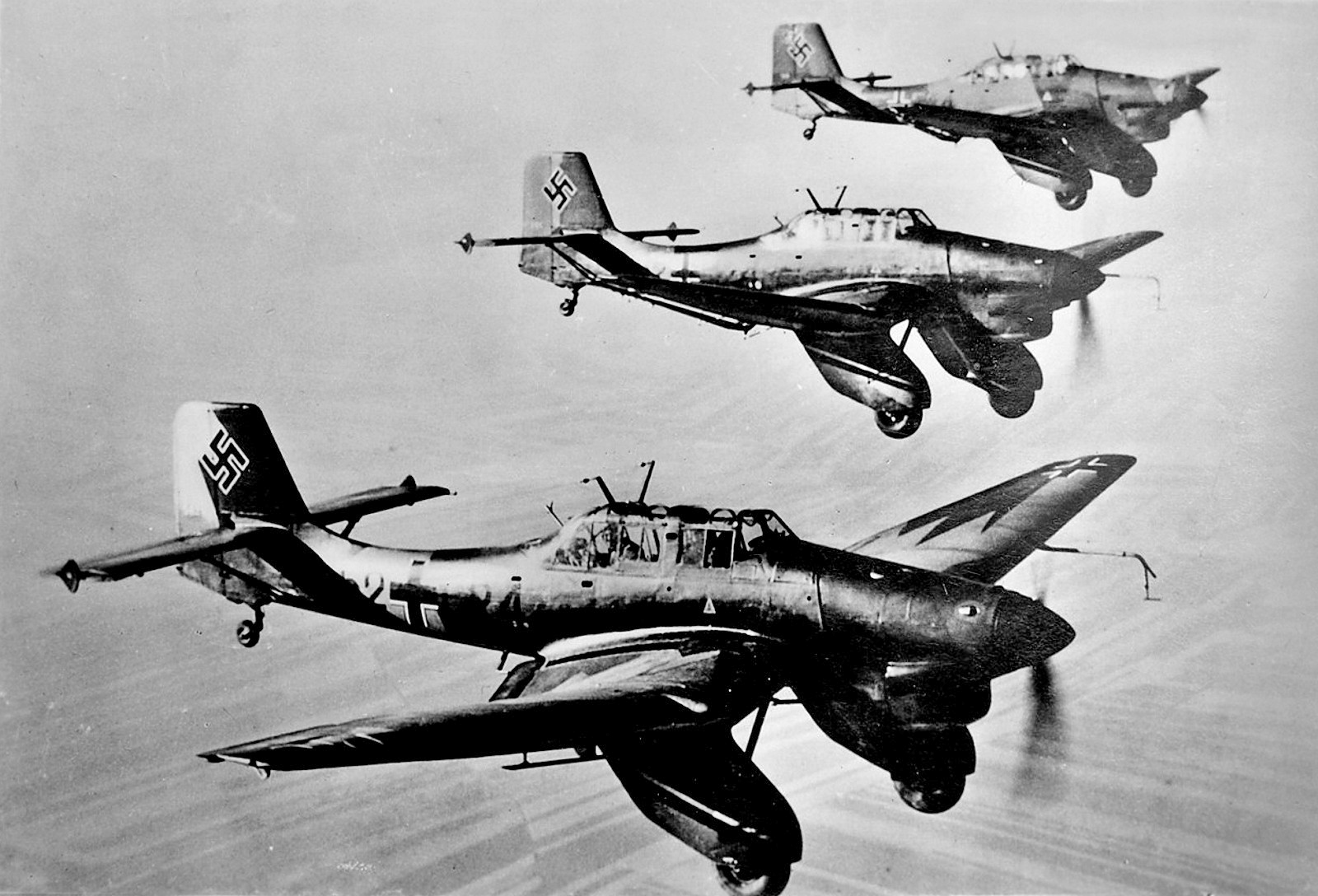
Un vol de Stukas.

Des civils périrent sur les routes sous les attaques fréquentes des Junkers Ju 87 « Stukas » allemands de la Luftwaffe, armés de deux mitrailleuses (le mitraillage au sol (en anglais : strafing), à basse altitude, dispersant les colonnes de réfugiés pris de panique, à travers champs), transportant 500 kg de bombes et équipés de sirènes surnommées les « trompettes de Jéricho », ces dernières relevant de la guerre psychologique. Un phénomène similaire eut lieu en Belgique, au Luxembourg et dans une moindre mesure aux Pays-Bas en mai 1940, à la suite de l’invasion du Benelux à partir du 10 mai 1940. La sirène du bombardier en piqué marquera les mémoires des réfugiés.
L'exode implique un nombre important de familles dispersées. Tous les enfants perdus ne retrouveront pas leurs parents. Il faut dès la fin de la débâcle organiser l'accueil des orphelins et de ces enfants sans famille. Durant de nombreux mois les journaux ont été remplis d'annonces pour ces familles qui cherchaient leurs proches ou leurs enfants ; la Croix-Rouge française estime à 90 000 le nombre de ces enfants perdus. Le nombre précis de victimes n'est pas connu mais peut être évalué à 100 000 tués sans compter les blessés.

## Armistice
Le 16 juin 1940, Paul Reynaud, président du conseil, alors en désaccord avec divers membres du gouvernement et responsables militaires quant à la conduite à tenir (le général Maxime Weygand est tôt partisan d'un armistice), présente au président Albert Lebrun la démission du gouvernement et est remplacé par le maréchal Pétain. Dès le 17 juin 1940 à 12h30, le maréchal Pétain, nouveau chef du gouvernement français, annonce qu'il faut cesser le combat, et qu'il s'est (déjà) adressé cette nuit à l'adversaire pour rechercher « entre soldats, les moyens de mettre un terme aux hostilités »,. Aussitôt, cet appel est largement relayé par les Allemands pour que les troupes françaises déposent les armes sans combattre, sans attendre la conclusion de l'armistice, qui ne sera signé que le 22 juin 1940.

## Les retours

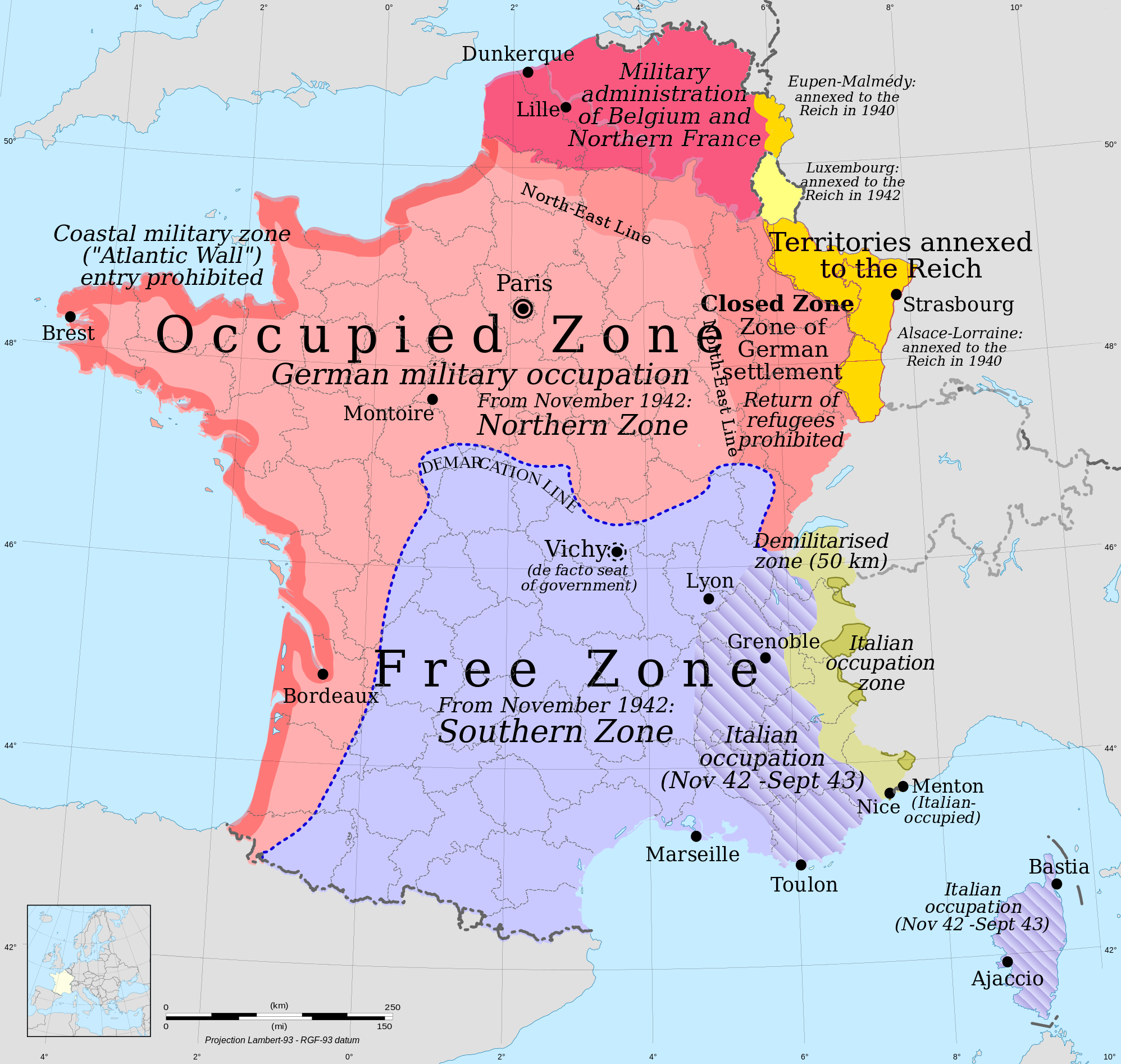
Les zones d'occupation.

Les premiers retours des habitants du nord de la France eurent lieu dès début juin 1940, le reflux de ceux ayant choisi de revenir croisant la deuxième vague de fuyards.
Dès juillet 1940, les Alsaciens et Mosellans (excepté les communistes, les francs-maçons, les juifs, les sympathisants de la France libre[pas clair] et les personnes non alsaciennes-mosellanes d'origine) sont encouragés à rentrer par les nazis dans une Alsace-Moselle annexée de facto au Troisième Reich.
Le gouvernement de Vichy établit en juillet un plan de rapatriement (itinéraires, ravitaillement, gîtes d’étape, parkings tous les 50 kilomètres et des bons d'essence avec une date limite de validité pour accélérer le retour).
Mais les transports notamment ferroviaires sont désorganisés par les destructions d’ouvrages d’art bombardés et entravés par les lignes de démarcation, l’une prévue dans le traité d’armistice du 22 juin 1940 entre la zone non occupée (sud) et la zone occupée (régions du centre et région parisienne), une deuxième, imposée par les Allemands, non précisée dans la convention d’armistice, la ligne Nord-Est entre la zone occupée et la zone interdite (départements du Nord et du Pas-de-Calais rattachés à l'Administration militaire de la Belgique et du Nord de la France à Bruxelles) et la zone réservée (régions du Nord-Est).
Le 28 juillet, les autorités allemandes interdisent provisoirement le passage vers la zone occupée et fixent le 1er août 1940 l’organisation de l’exode à rebours par une réglementation consignée dans un livret Lignes de démarcation et dispositions générales comprenant des cartes et classant les réfugiés en plusieurs catégories. Les retours dans la zone occupée sont autorisés à l'exception des communistes, des francs-maçons, « des Alsaciens et des Lorrains qui ne sont pas de race allemande », les militaires des armées belge et française et des étrangers.
En sont exclus également les troupes coloniales. Le passage des juifs munis de papiers en règle est autorisé mais certains postes allemands les refoulent. Les réfugiés à pied et à bicyclette doivent être porteurs d’une carte d’identité, ceux revenant par les transports ferroviaire ou automobile doivent être munis d’un certificat de rapatriement délivré par le maire de la commune de repli.
Les retours sont laborieux. On estime que 1 600 000 sont rapatriés au 28 août.
Les Allemands avaient fixé la limite des rapatriements à la fin septembre. Le passage en groupes est toléré en octobre mais la ligne de démarcation est fermée le 1er novembre. À cette date, entre 5 000 000 à 6 000 000 réfugiés sont rentrés. Le gouvernement de Vichy intervient pour obtenir le passage de milliers de réfugiés encore bloqués après cette date.
Le 1er février 1941, le gouvernement établit un bilan de 7 millions de Français ayant pris la fuite et de 1,2 million de Belges, Néerlandais et Luxembourgeois. Sur ces 8,2 millions, 972 000 seraient restés en zone occupée à cette date.
Les métropoles en zone libre sont donc remplies de réfugiés (que Pétain appelle les « fuyards » en 1941 : « Souvenez-vous de ces colonnes de fuyards, comprenant des femmes, des enfants, des vieillards juchés sur des véhicules de toute nature »), que viennent rejoindre les militaires démobilisés. Lyon, Marseille et Clermont-Ferrand (devenue le siège de l'université française de Strasbourg), voient leur population exploser d'où des phénomènes de tension.

### Retours dans la zone interdite
La zone interdite est fermée au retour de ses habitants par ordre du commandement suprême de l’armée de terre allemande du 9 juillet, décision dont le gouvernement de Vichy est averti le 20 juillet. Cette interdiction ne s’applique qu’aux réfugiés français, non aux réfugiés belges, néerlandais et luxembourgeois (environ 1 500 000) qui sont autorisés à franchir la ligne du nord-est. Le passage des mineurs du bassin houiller est également autorisé.
Jusqu’au 1er novembre des autorisations ont été largement accordées aux techniciens, ouvriers qualifiés, chefs d’entreprise, employés des transports, à certains fonctionnaires. Après cette date, la ligne du nord-est a été hermétiquement fermée. Il restait 250 000 réfugiés des régions nord en zone occupée et 350 000 en zone libre (sur environ 1 000 000 de réfugiés partis de la zone interdite en juin).
En mai 1941, le régime a été assoupli autorisant la rentrée de personnes utiles à l’économie, ou de familles dont les chefs étaient restés sur place.
Le 18 décembre 1941, le commandement militaire supprime les postes de contrôle et de fait, les réfugiés peuvent revenir à partir de cette date. L’interdiction de franchissement de la ligne est cependant maintenue de jure jusqu’au 1er mars 1943. Les clandestins non-juifs arrêtés par un contrôle volant s'acquittent d'une amende de 300 F avant d'être autorisés à poursuivre leur voyage.

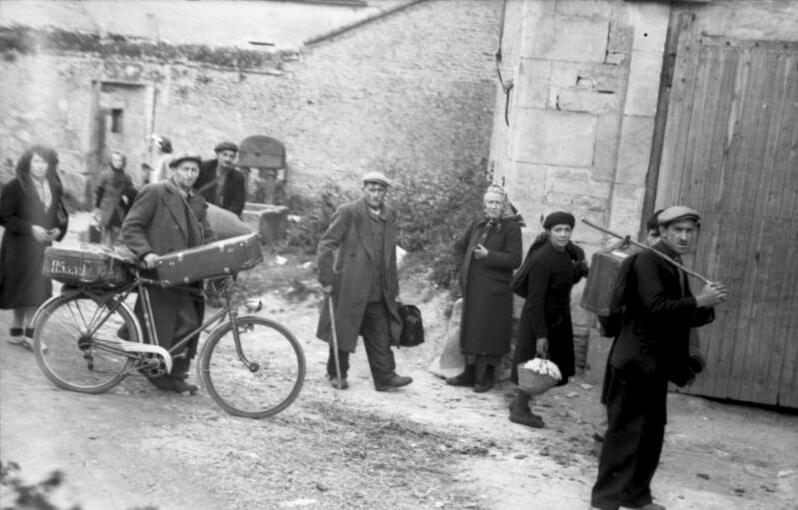
Civils français fuyant l'invasion.
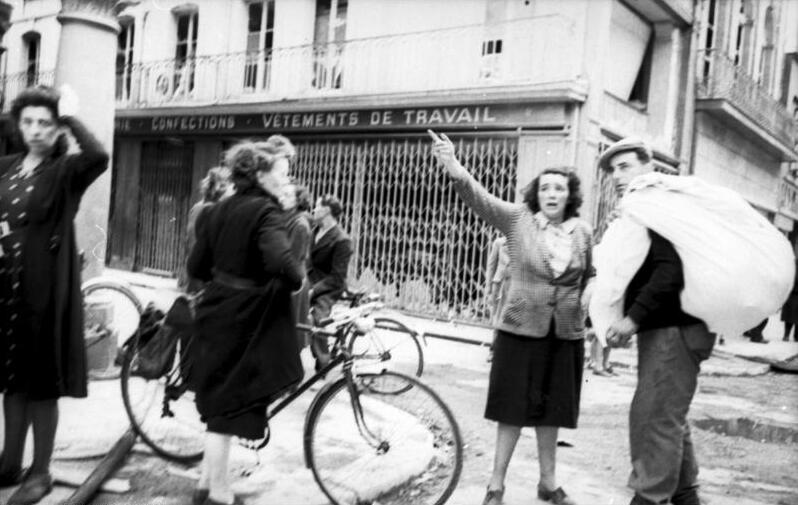
Civils français.
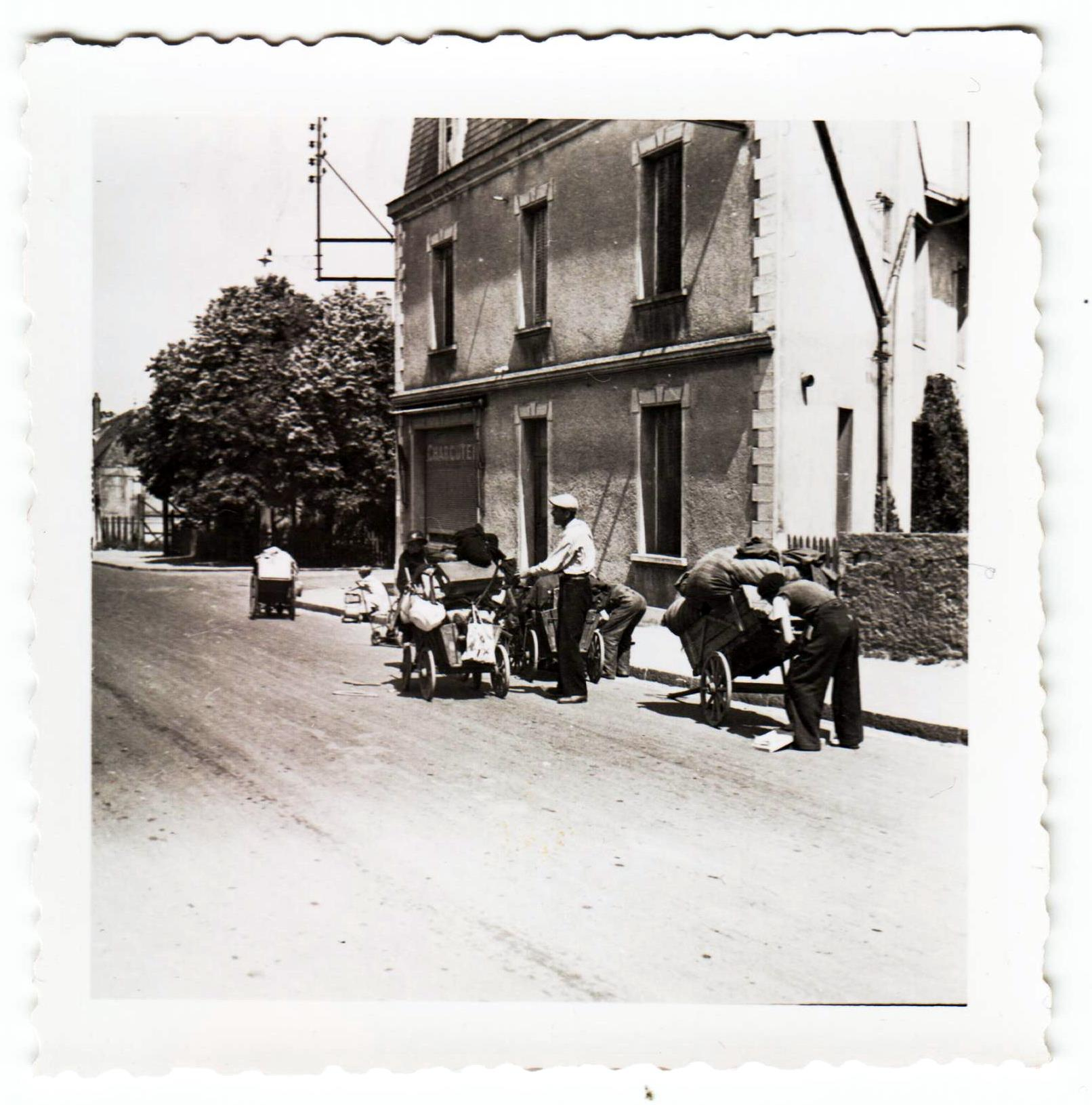
Exode de juin 1940.

### Romans et récits
- Suite française, d'Irène Némirovsky
- Jeux interdits, de François Boyer
- 33 jours, de Léon Werth
- Le Train, de Georges Simenon
- L'Enfant perdu, de Jean de la Hire
- La Débâcle, de Romain Slocombe, Éditions Robert Laffont, Paris, 2019[31].
- Pierre Lemaitre, Miroir de nos peines, Éditions Albin Michel, 2020.
- Joseph Joffo, Un sac de billes, Éditions Jean-Claude Lattès, 1982.

### Filmographie
- Mai 40, les enfants de l'exode, film documentaire de Patrick Jeudy, 2010, 90'
- En mai, fais ce qu'il te plaît, film français de Christian Carion, sorti en 2015
- Les Grandes Grandes Vacances, série animée, 2015
- Jeux interdits, de René Clément sorti en 1952
- Bon Voyage, de Jean-Paul Rappeneau
- Les Égarés, d'André Téchiné
- Le Train, de Pierre Granier-Deferre
- L'enfant perdu